# Chiara Bellei
Chiara Bellei (Pinerolo, 2 ottobre 1995) è una pallavolista italiana.
Gioca nel ruolo di schiacciatrice nell'AGIL Volley.

## Carriera
La carriera di Chiara Bellei inizia in giovane età nelle giovanili della Pallavolo Pinerolo: nella stagione 2012-13 viene promossa stabilmente in prima squadra, con cui disputa il campionato di Serie B1.
Nella stagione 2013-14 esordisce in Serie A1 grazie all'ingaggio da parte dell'AGIL Volley di Novara.